# Tennessee Titans 2011
La stagione 2011 dei Tennessee Titans è stata la 42ª della franchigia nella National Football League, la 52ª complessiva Fu anche la prima stagione di Mike Munchak come capo-allenatore, il quale sostituì Jeff Fisher, dimessosi il 27 gennaio dopo 17 stagioni. La squadra migliorò il record di 6-10 del 2010 salendo a 9-7, alla pari con i Cincinnati Bengals per l'ultimo posto disponibile nei playoff. Avendo perso però nello scontro diretto della settimana 9 per 24-17, furono i Bengals a qualificarsi per la post-season. Quarterback titolare della stagione fu il veterano Matt Hasselbeck, malgrado l'avere scelto come ottavo assoluto nel draft Jake Locker. Questi ebbe una carriera poco produttiva, disputando quattro stagioni coi Titans prima di ritirarsi a soli 26 anni.

## Scelte nel Draft 2011

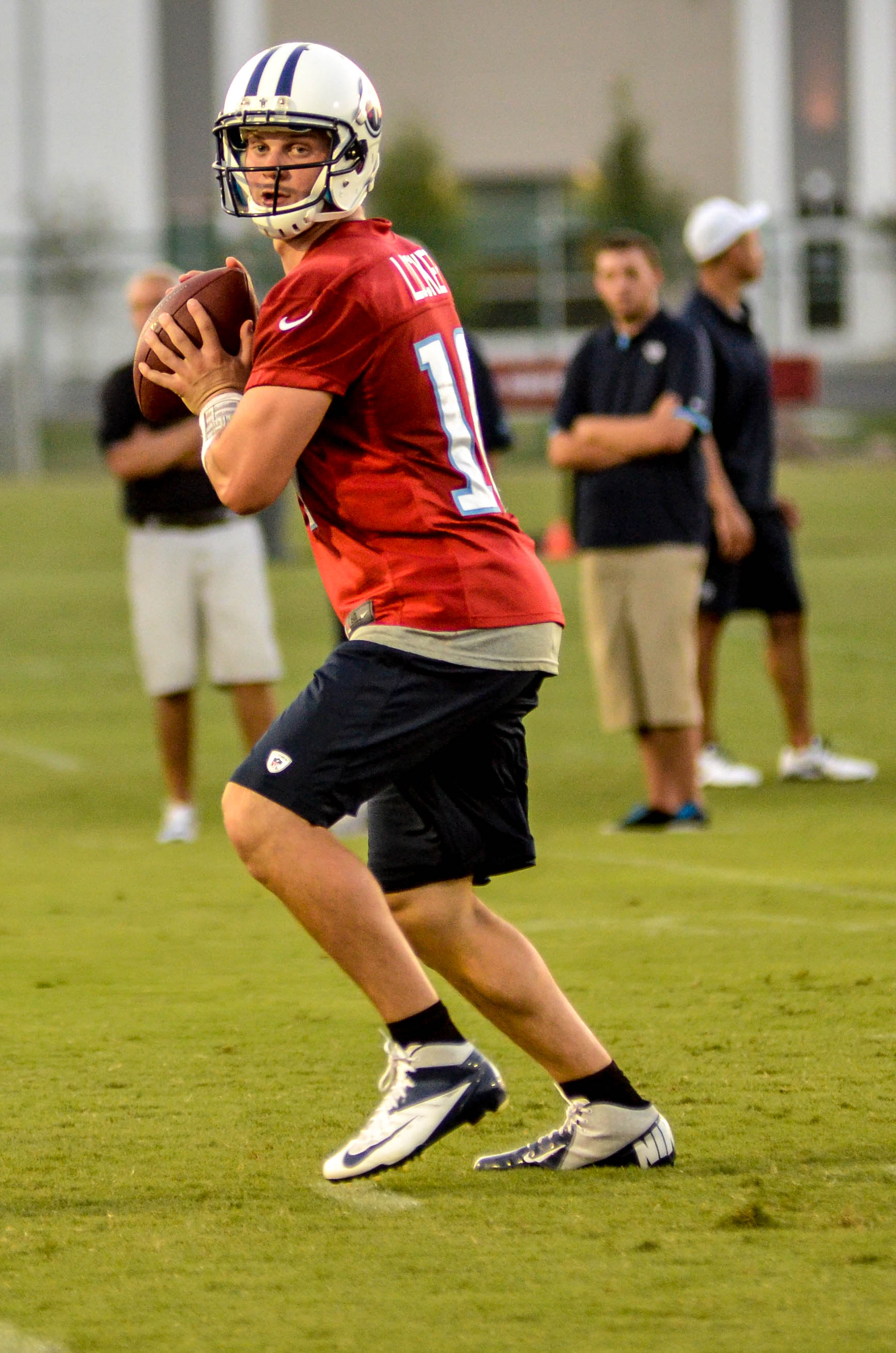
Jake Locker fu scelto come ottavo assoluto nel Draft 2011

| Scelte dei Titans nel Draft 2011 |        |                |       |            |
| Giro                             | Scelta | Giocatore      | Ruolo | College    |
| 1                                | 8      | Jake Locker    | QB    | Washington |
| 2                                | 39     | Akeem Ayers    | LB    | UCLA       |
| 3                                | 77     | Jurrell Casey  | DT    | USC        |
| 4                                | 109    | Colin McCarthy | LB    | Miami (FL) |
| 5                                | 142    | Karl Klug      | DE    | Iowa       |
| 6                                | 175    | Byron Stingily | T     | Louisville |
| 7                                | 212    | Zach Clayton   | DT    | Auburn     |

## Calendario
| Stagione regolare |                         |                    |                    |                          |                    |
| Turno             | Avversario              | Risultato          | Risultato          | Game site                | TV                 |
| Turno             | Avversario              | Punteggio          | Record             | Game site                | TV                 |
| 1                 | at Jacksonville Jaguars | S 14–16            | 0–1                | EverBank Field           | CBS                |
| 2                 | Baltimore Ravens        | V 26–13            | 1–1                | LP Field                 | CBS                |
| 3                 | Denver Broncos          | V 17–14            | 2–1                | LP Field                 | CBS                |
| 4                 | at Cleveland Browns     | V 31–13            | 3–1                | Cleveland Browns Stadium | CBS                |
| 5                 | at Pittsburgh Steelers  | S 17–38            | 3–2                | Heinz Field              | CBS                |
| 6                 | Settimana di pausa      | Settimana di pausa | Settimana di pausa | Settimana di pausa       | Settimana di pausa |
| 7                 | Houston Texans          | S 7–41             | 3–3                | LP Field                 | CBS                |
| 8                 | Indianapolis Colts      | V 27–10            | 4–3                | LP Field                 | CBS                |
| 9                 | Cincinnati Bengals      | S 17–24            | 4–4                | LP Field                 | CBS                |
| 10                | at Carolina Panthers    | V 30–3             | 5–4                | Bank of America Stadium  | CBS                |
| 11                | at Atlanta Falcons      | S 17–23            | 5–5                | Georgia Dome             | CBS                |
| 12                | Tampa Bay Buccaneers    | V 23–17            | 6–5                | LP Field                 | Fox                |
| 13                | at Buffalo Bills        | V 23–17            | 7–5                | Ralph Wilson Stadium     | CBS                |
| 14                | New Orleans Saints      | S 17–22            | 7–6                | LP Field                 | Fox                |
| 15                | at Indianapolis Colts   | S 13–27            | 7–7                | Lucas Oil Stadium        | CBS                |
| 16                | Jacksonville Jaguars    | V 23–17            | 8–7                | LP Field                 | CBS                |
| 17                | at Houston Texans       | V 23–22            | 9–7                | Reliant Stadium          | CBS                |

## Classifiche

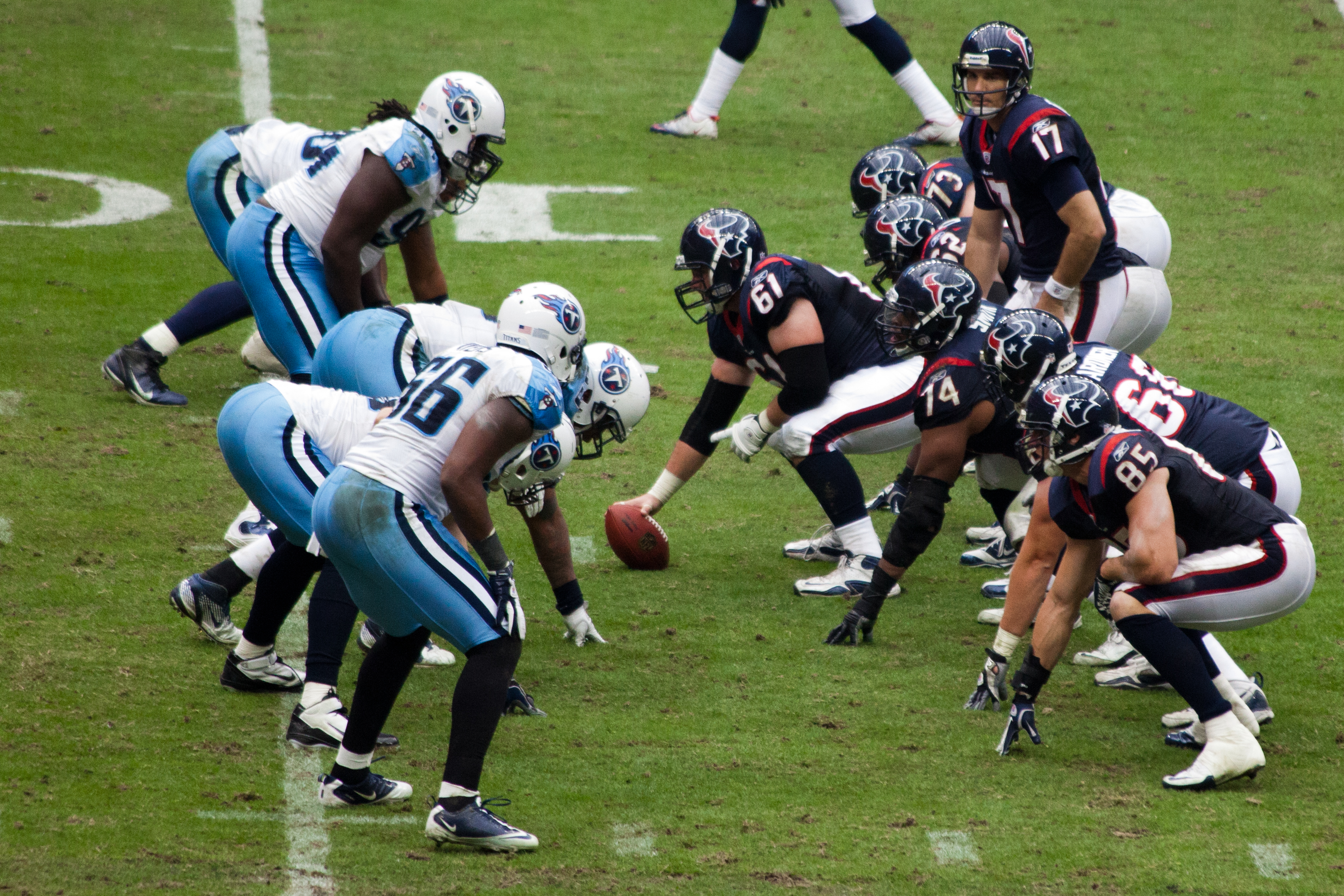
La gara contro i Texans dell'ultimo turno

| AFC South            | AFC South | AFC South | AFC South | AFC South | AFC South | AFC South | AFC South | AFC South | AFC South |
|                      | V         | S         | P         | %         | DIV       | CONF      | PF        | PS        | STR       |
| -------------------- | --------- | --------- | --------- | --------- | --------- | --------- | --------- | --------- | --------- |
| (3) Houston Texans   | 10        | 6         | 0         | .625      | 4–2       | 8–4       | 381       | 278       | S3        |
| Tennessee Titans     | 9         | 7         | 0         | .563      | 3–3       | 7–5       | 325       | 317       | V2        |
| Jacksonville Jaguars | 5         | 11        | 0         | .313      | 3–3       | 4–8       | 243       | 329       | V1        |
| Indianapolis Colts   | 2         | 14        | 0         | .125      | 2–4       | 2–10      | 243       | 430       | S1        |